# Histoire de l'industrie en France
 (janvier 2022).
Si vous disposez d'ouvrages ou d'articles de référence ou si vous connaissez des sites web de qualité traitant du thème abordé ici, merci de compléter l'article en donnant les références utiles à sa vérifiabilité et en les liant à la section « Notes et références ».
L'histoire de l'industrie en France prend sa source d'une manière différente d'autres pays très industriels comme la Belgique ou le Royaume-Uni, et ne semble pas particulièrement liée à la révolution industrielle.

## Introduction
L'économie se développe certes mais cette évolution est basée autour du secteur des services, la consommation de produits industriels a atteint son plus haut niveau. Sa société se construit autour des services marchands cela se nomme "l'économie résidentielle". Il suffirait de peu pour arriver à une économie de services dématérialisés mais cela causera une baisse considérable du taux d'emploi en France. De nos jours, les produits sont de plus en plus fabriqués dans des pays où les salaires sont bas pour produire plus à un coût plus faible avec un temps réduit.

### Définition de l'industrie
Définition de l'industrie : "l'intérêt de s'appliquer" à la fois aux secteurs historiques traditionnels et aux nouvelles activités de l'information. C'est par conséquent, grâce aux critères opérationnels qu'il est possible de déduire ceux qui dépendent d'une logique industrielle et ceux qui n'en font pas partie. L'industrialisation a permis la croissance de l'offre avec la standardisation de la production (exemple avec l'automobile).

## Contexte
Au tout début de la révolution industrielle, lorsque le Royaume-Uni commence à se moderniser, la France suit mais s'oppose à plusieurs freins au progrès : les gisements de charbon et de minerai sont beaucoup plus rares ou plus difficilement accessible que dans d'autres pays comme la Belgique ; de plus, contrairement à la Grande-Bretagne, la France ne souffrait pas d'excédent de main-d'œuvre et l'agriculture était encore un secteur très prospère.

## L'ère proto-industrielle (finXVesiècle- finXVIIIesiècle)
Les Grandes Découvertes marquent le début des temps modernes. De nouveaux marchés, de nouveaux besoins et de nouveaux produits apparaissent. En 1453, la guerre est terminée. La population française a fortement baissé à cause de cette dernière et d’une épidémie de peste. Les travaux des champs et l’activité fabricante ont été touchés. C’est dans les années 1460 que la population recommence à augmenter (17 millions environ).
La France de l’Ancien régime est une nation paysanne, pourtant, la ville est un moteur de l’industrie. En effet, l’augmentation de la population entraîne la construction de nouveaux logements nécessitant briques, bois, terre, métal, etc. Un nouveau matériau est apparu à la Renaissance dans les constructions civiles : le verre. Deux techniques sont utilisées, une qui rend le verre presque incolore et transparent et celle qui permet de produire un verre plat de grande taille.

### L’industrie et l’État
L’urbanisme royal contribue pour beaucoup à la transformation du paysage urbain, surtout au XVIIIe siècle. Ainsi, des allées, des quais, des bâtiments publics (théâtres, bourse) sont construits.
À cette époque, les besoins d’équipement militaire augmentent. L’État a besoin d’habillement pour les troupes, mais aussi des armes et des munitions. Au XVIIe siècle, le fusil se généralise et sa fabrication s’intègre dans une production de masse. À la même époque, l’artillerie de bronze se développe tout en restant fragile.
Du côté de la marine, sous le ministère de Richelieu, des vaisseaux portant 72 canons sont construits. La construction navale consomme surtout du bois, mais également du fer. Ce marché volumineux s’organise à compter des 20 dernières années du XVIIe siècle autour de quelques manufactures royales et au profit de quelques pôles sidérurgiques.
Mais en temps de paix, l’État ne demande presque rien et les ouvriers français sont obligés de travailler à l’étranger.

### L’industrie textile
Les textiles dominent l’activité industrielle de l’Ancien Régime. En effet, on peut estimer qu’au XVIIe siècle, ils représentent la moitié de la production industrielle nationale et occupent l’essentiel de la main d’œuvre non agricole. Ces industries sont concentrées dans les villes. À la campagne, la fabrication est plutôt discrète et immergée dans l’économie familiale. De plus, le coût de l’outillage et le savoir-faire qui se transmet en milieu citadin renforcent cette ségrégation.
Le vêtement est un autre besoin que l’industrie permet de remplir. Au XVIe siècle, un changement de comportement vestimentaire s’opère dans les villes. Les élites urbaines sont séduites par de nouveaux tissus, de nouvelles couleurs et de nouvelles formes. Jusqu’à la fin du XVIIe siècle, à Paris, on peut observer l’essor du sous-vêtement et des textiles d’intérieur (linge de table, tissus d’ameublement, etc.).

### Matériaux
Les matériaux et objets du quotidien changent entre le XVIe et le XVIIIe siècle d’une façon plus prononcée qu’auparavant. Par exemple, dès le XVIe siècle, les bouteilles de verre tendent à remplacer les pots de grès. Au XVIIIe siècle, en ville, la vaisselle de faïence l’emporte sur celle d’étain.
Entre le XVIIe et le XVIIIe siècle, il y eut une forte augmentation des objets métalliques, avec une percée du fer-blanc. Les régions d’agriculture commerciale sont les plus ouvertes à ces produits car, proches des villes ou en relation avec elles, ces zones sont dans une division du travail qui donne aux producteurs-vendeurs les moyens et le goût d’imiter le mode de consommation urbain.
Les produits industriels ne sont qu’un élément modeste (en poids comme en valeur) de l’ensemble des marchandises transportées en France ou exportées à l’étranger. Les grains, le vin et le bois comptent beaucoup plus.

### Le colbertisme
L’activité industrielle est forte consommatrice de capital. Les grands marchands du XVIe siècle lui ont permis de faire face à ce besoin de fonds. Cependant, les maisons françaises ont du mal à émerger face à la concurrence des familles étrangères.
Jean-Baptiste Colbert mena donc une action de grande envergure en faveur de l’industrie nationale ; ce mouvement sera nommé « le colbertisme ». Au milieu du XVIIe siècle, l’économie française est en récession et des marchés ont été perdus, comme le Levant.
La principale faiblesse de l’industrie française tient à la mauvaise qualité de ses produits. Pour y remédier, Colbert instaure une moralité du travail et une logique de la dépense pour donner une nouvelle vitalité à l’industrie nationale et enrayer son déclin. Il améliore également le travail dans les manufactures en embauchant des ouvriers plus qualifiés.
Mais dans les 30 dernières années de l’Ancien Régime, le système colbertiste est remis en cause au nom du libéralisme.

### Industrie et énergie
L’industrie est consommatrice d’énergie. L’Homme et l’animal sont des moteurs traditionnels du travail, mais il faut également souligner l’énergie hydraulique qui permet de mouvoir certains outillages comme les marteaux, les pilons et les soufflets. Par exemple, en 1698, en France, on comptait 1 000 moulins à eau pour le secteur de la métallurgie. Quant à la sidérurgie et à la verrerie, ces secteurs utilisaient plutôt l’énergie thermique.
Le bois sous toutes ses formes a été, au moins jusqu’au premier tiers du XIXe siècle, le combustible de tous les foyers de l’industrie. Mais la sidérurgie est de loin la principale consommatrice (en 1775, environ 1,5 million d’hectares de forêt sur un total compris entre 8 et 10 millions). À la fin du XVIIIe siècle, la hausse du prix du bois entraîne la démocratisation de la houille (charbon de terre) par certaines activités, généralement en aval des manufactures.

## Un développement sans révolution (vers 1780 – vers 1880)

### Les caractères originaux de l'industrialisation
L'industrialisation débute après les trente ans de malheur sanctionnés par le "grand déclassement" la chute de la production pendant la Révolution est de l'ordre de cinq sixième. Le recul des fabrications à l'échelle nationale est de 51 % entre 1790 et l'an III. La connaissance concrète et détaillée des nouveaux procédés vient à manquer ainsi que la main d'œuvre étrangère pour les transférer sur le continent. La révolution commençante fournit un cadre neuf aux activités industrielles avec une réglementation du travail urbain, des associations professionnelles, du droit d'exploiter les mines ou de la police des eaux. Développement de normes et de lois pour encadrer l'évolution et pour réduire la débauche des ouvriers qui deviennent très mobiles. Une large base de recrutement aux industries puisque même les paysans avaient besoin d'un revenu complémentaire pour vivre. De plus, l'expansion des machines à vapeur et l'utilisation du rail pour les transports souterrains arrivent dans les années 1830. Lors de ce développement le pays a du mal à passer des moteurs hydrauliques aux moteurs à vapeur à cause du prix et de la dépendance à l'extérieur qui rend les entreprises vulnérables. C'est en 1837, que la production de fer à la houille l'emporte sur le fer au bois. La révolution des transports, chemins de fer et canaux cassait les prix et créait de nouvelles solidarités

### Les avantages et inconvénients de l'industrialisation
L'industrialisation est un rassemblement d'hommes et de machines, un espace de contraintes et d'innovations.
L'inconvénient de la standardisation est que les entreprises ont l'obligation d'innover en permanence soit par la production de nouveaux produits, soit par de nouveaux usages, voire un mode de fabrication plus rapide de distribution ou de commercialisation. C'est pour cela que les entreprises développent en continuité leurs outils de production, leur logistique, leurs réseaux de distribution et leurs divers modes de publicité. Ces développements leur permettent d'obtenir un rapport spécifique avec le temps (immobilisation d'actifs sur du long terme) et au, niveau géographique, un développement dans des lieux précis.
Le développement de l'industrie est dû à la spécialisation des entreprises, c'est le financement qui permet d'offrir les services produits par les industries ainsi que la croissance de leurs activités de production. Mais le financement par les actionnaires nuit au management et à la stratégie des firmes puisque les individus plaçant leur argent veulent une rentabilité maximale et immédiate.
Les avantages de la proto-industrialisation : souplesse d'une embauche au rythme des commandes, offre excédentaire de travail, moindre risque d'affrontement avec une main d'œuvre dispersée et individualiste.
Fabrication de produits standardisés pour vendre à bon compte, répartition des tâches pour une rapidité de production qui est ensuite contrôlée directement par le confectionneur. À la fin du XIXe siècle, l'arrivée dans la profession de machines individuelles à pédale complique un peu plus le schéma, l'innovation freine le mouvement de concentration, en donnant des capacités nouvelles au travail domestique.
Deux exemples d'industrialisation :
Toyotisme : implantation d'équipements automatisés, le zéro défaut, les machines en continu, zéro délai, zéro stock, diminution du nombre d'opérations par personne, polyvalence des ouvriers, hausse des salaires. Baisse de la main d'œuvre peu qualifiée, contrôle qualité.
Taylorisme : travail à la chaîne ou aux pièces, hausse du niveau de qualification moyen, hausse de l'emploi, intensification croissante du travail, stress de plus en plus important.

#### Le progrès technique et les transformations des entreprises marquées par la croissance de la concurrence
Le progrès technique est au cœur de la révolution industrielle. Une utilisation massive de la machine a vapeur a permis de développer l'industrie du textile, le chemin de fer, évolution des hiérarchies sociales, évolution des conditions de travail, division des tâches et du temps de travail de plus en plus cadré.
La circulation des marchandises : trafics et tarifs se soutiennent mutuellement, les calculs concernant la route sont hasardeux tant sont nombreuses les variables : trajets, saisons, types de marchandises…
Les « révolutions ferroviaires » : les premiers chemins de fer en France ont été des moyens de circulation marchands subordonnées aux axes fluviaux. La révolution ferroviaire entraîne un essor du réseau s'exprimant dans, à l'échelle nationale, l'espace d'une génération elle passe de 400 km en 1840 à 23 600 km en 1880. Les moyens traditionnels, la voie d'eau surtout, n'ont pas cessé leur progression, mais le chemin de fer apparaît, à l'issue de cette période, comme un gigantesque multiplicateur du trafic. Le meilleur atout du chemin de fer, pour attirer les flux, est certainement son faible prix. La compétition oppose voies d'eau et voies ferrées, pour les pondéreux, les marchandises en vrac de faible valeur unitaire. La construction mécanique française a été stimulée par la demande de matériel roulant et principalement de locomotives

#### Le nouveau système productif
Les temps des machines : l'industrialisation est un rassemblement de machines. Dans les années 1780, on constate un premier transfert technologique entre l'Angleterre et la France. Il fallait bien, sur place, monter, réparer, entretenir ces mécaniques cause d'un nouveau paysage industriel. Clients et fabricants sont à la recherche de machines de plus en plus fiables et à faible coût. Des liens de la chimie et des textiles ne se réduit pas à l'opération du blanchiment, les tissus colorés se développent.

#### L'usine
Une nouvelle organisation dans l'espace : le progrès des roues puis des machines à vapeur permet de rompre avec le schéma éclaté des ateliers proto industriels.  

#### Une architecture spécifique
La construction d'une usine devient un métier à partir de 1820-1830
Regrets et progrès : la civilisation industrielle est une menace, l'industrialisation est vue comme causant des dégâts moraux et familiaux. Beaucoup de discipline dans les industries pour permettre leur développement et la bonne entente des employés, l'industrie crée des richesses et des emplois et permet de développer les villes.

#### Les financements de l'industrialisation
Besoins et moyens : la commandite par actions a l'avantage de permettre la libre négociation des parts du capital et donc d'introduire un élément de souplesse supplémentaire, les entreprises modifient souvent leur statut sociétaire pour mieux ajuster leur cadre juridique à leurs besoins.
Le démarrage : la famille, d'abord, a compétences et argent. Les sociétés de capitaux liés aux circuits familiaux généralement, le pouvoir appartient réellement aux administrateurs, les actionnaires n'étant pas assez impliqués dans leur fortune pour vouloir intervenir mais les familles garderont un contrôle sur leurs affaires.
Le développement peut compter sur ses propres forces : l'indépendance et la liberté d'action sont des éléments sur lesquels se fondent parfois les meilleures affaires.
Beaucoup de créations de sociétés qui débutent avec des personnes ayant travaillé auparavant dans des entreprises, ils disposent donc d'une formation et un apprentissage complet.

#### Portrait de groupe vers 1860
La nature de l'industrie puis précisément son ancienneté et le niveau du capital requis détermine les possibilités d'accès à une branche donnée et indique son degré d'ouverture mais la variable géographique est importante. L'Alsace est la région qui a eu le plus de mal à se développer.

#### La genèse de la classe ouvrière
Lorsqu'on est ouvrier on le demeure à travers un apprentissage et une pratique de travail dans lesquels se transmettent les savoir-faire, à travers un mode de vie. Sous le Premier Empire, 60 % des ouvriers travaillent dans le secteur textile. Ces chiffrent passent à 50 % au Second Empire. En 1866, les femmes correspondaient à 30 % des emplois industriels. Les femmes avaient le travail le moins qualifié, maintenues à l'écart d'occupations jugées trop dangereuses ou trop exigeantes en dépense musculaire, comme le travail au fond des mines ou au cœur des usines métallurgiques. Le travail à l'extérieur n'est pas continu dans la vie des femmes : il est plutôt réservé aux jeunes filles non mariées et aux femmes veuves. Quant aux enfants de moins de treize ans, ils représentent 15 % de l'effectif total des houillères du Nord-Pas-de-Calais en 1867. La loi du 22 ars 1841 interdit le travail des enfants de moins de huit ans et en limite la durée à huit heures pour les enfants jusqu'à douze ans et à douze heures pour les douze-seize ans dans les entreprises employant plus de vingt ouvriers.
Le monde ouvrier, jusqu'aux années 1880 est un mélange complexe de travailleurs temporaires et d'ouvriers installés dans leur métier depuis plusieurs générations, de nomades et de sédentaires.
Les contraintes : les travailleurs de la proto-industrialisation adoptaient ou délaissaient l'activité fabricante en fonction de la demande, de leurs besoins et de leurs autres occupations
Dans le processus d'industrialisation le travail est continu, les personnes à la mine travaillait environ 15 heures par jour en 1840 avec généralement trois pauses par jour.
La dynamique d'industrialisation et de désindustrialisation ne suit pas un schéma simple et n'adopte pas partout la même chronologie. Les désindustrialisations ne sont pas pour autant des échecs de développement. La mise en relation par le marché national des différentes zones accentue les avantages de position et de ressources. Des pôles apparaissent pour entraîner la structure des aires régionales. À une proto-industrie diffuse succède une industrialisation ramassée.
La France s'est industrialisée sans rupture majeure ce qui induit une hausse de la production manufacturière et par conséquent la création de la classe ouvrière.
La nouvelle agriculture fondée sur l'élevage extensif n'est guère prospère et se révèle peu compétitive.
De nombreux problèmes ont causé le manque de développement de certaines régions tels que le manque permanent de capitaux qui a pénalisé les entreprises qui souhaitaient investir dans l'équipement, mais aussi les handicaps géoéconomiques des régions principalement dus à la médiocrité des transports et à la liaison difficile avec la capitale.
Les entreprises ont eu le souci constant d'élargir et de renouveler leurs gammes de produits, ce qui leur a permis à la fois de se prémunir contre les mutations de la demande et de gagner des marchés. Dans les régions où l'industrie s'est développée, le niveau d'alphabétisation et le nombre de personnes scolarisées sont plus élevés.
Par exemple le Nord qui produisait 12 % du chiffre d'affaires de l'industrie lainière française en 1820 en fabrique plus de 50 % en 1878.
L'industrialisation est source de disparités géographiques parce qu'elle crée des occasions et des contraintes, parce qu'elle met en relation des espaces de production.

## La Grande Dépression (1873-1896)
La Grande dépression peut être éclairée par une double approche. D’une part, l’articulation entre demande intérieure et industrie doit mettre en évidence le rôle encore déterminant du monde rural dans la consommation des marchandises. D’autre part, le lien entre les marchés étrangers et l’activité nationale doit être examiné pour estimer la valeur de la contrainte « extérieure ».
Les hésitations de la croissance, perceptibles dans les années 1860, se sont muées en crise ouverte, dans le courant de la décennie suivante. L’élan est brisé jusqu’au milieu des années 1890. En un sens, l’économie française manifeste ainsi sa sensibilité à la conjoncture internationale qui se caractérise de 1873 à 1896 par une baisse prononcée des prix et par un ralentissement de la production et des échanges. La période n’est pas uniformément sombre pour l’industrie française. Il y aura des embellies en 1879-1882, des répits, des secteurs abrités. Certaines branches, certaines entreprises s’en sortiront mieux que d’autres. La grande dépression se lit dans la baisse des profits qui affecte tous les secteurs, bien que la croissance de la production de certaines entreprises et les efforts de productivité puissent consolider la masse des profits, à défaut de maintenir les taux.

### D’où vient la crise?
La restriction des débouchés extérieurs tend à asphyxier des activités dont l’essor reposait largement sur ces marchés. La hausse des volumes n’a pas réussi à contrecarrer la baisse des prix.
Trois phénomènes se conjuguent pour freiner le commerce extérieur des produits manufacturés : le tassement de la demande étrangère, la montée du protectionnisme, la concurrence efficace des autres nations développées, en particulier l’Allemagne. À mesure que la crise internationale s’approfondit, la pression des marchandises étrangères sur le marché français s’accentue.
La seconde industrialisation se caractérise par une expansion lente du marché intérieur. La croissance de la population n’est guère susceptible en elle-même de provoquer un élargissement significatif de la demande de produits industriels.

### La nouvelle économie industrielle

#### Le système électrique
À la fin de l’été 1881, une exposition internationale d’électricité s’est tenue à Paris. L’électricité, alors était plus qu’une curiosité. D’abord le télégraphe en 1845, puis les compagnies ferroviaires qui ont adopté la signalisation électrique qui seule pouvait concilier sécurité et accroissement du trafic, et enfin le téléphone, qui en revanche d’invention toute récente (1876) n’avait pas encore percé en France.
L’éclairage public devient également un marché tentant et un magnifique instrument de promotion : en 1888, un millier d’agglomération s’éclairent au gaz. Progressivement, les villes substituent l‘électricité au gaz pour leur éclairage ou au moins les substituent. Les tarifs initiaux seront révisés en baisse tous les 5 ans et l’obligation de desserte alourdit le prix de revient. Ces diverses contraintes et une réglementation tatillonne vont finalement stimuler la productivité.

#### La révolution automobile (1890)
La naissance de l’industrie automobile en France dans la dernière décennie du XIXème siècle, s’est faite sous le signe du bricolage et de la micro entreprise. L’automobile est un objet complexe, au confluent de plusieurs techniques. Les premiers fabricants se chargent de la conception et du montage c’est-à-dire qu’ils assemblent plus qu’ils ne produisent. Le bois est jusque dans les années 1920, la base de la carrosserie et du châssis. La nouvelle industrie se greffe donc sur le tissu ancien et suscite en retour un foisonnement de carrossiers, de fondeurs, d’équipementiers. L’automobile par son prix et par sa diffusion intérieure encore modeste est davantage un « article de Paris » qu’une marchandise ordinaire. Elle revendique l’exceptionnel des performances et non la banalité des usages. Elle incorpore beaucoup d’habilité et de savoir-faire mais elle les conjugue, malgré la croissance vive de la production sur le mode artisanal.

#### Un taylorisme à la française
La France va chercher aux États-Unis le modèle de la nouvelle industrialisation. Taylor, comme théoricien, Ford comme entraîneur, sont dès avant la guerre de 1914-1918, des références répandues.
L’américano manie des constructeurs est née. L’idée de la mécanisation nécessaire devait s’accompagner d’une organisation rigoureuse du travail, sur des bases scientifiques ; la pratique d’un système où l’emplacement des opérations dans l’espace de l’usine était strictement déterminé par leur succession dans le temps.
L’économie de guerre transforme radicalement l’activité des industriels sur l’automobile. Sans délaisser totalement la voiture, ils produisent surtout du matériel militaire. L’abondance des machines-outils, le recours à des convoyeurs électriques, l’exigence de standardisation et d’interchangeabilité des pièces sont la marque de la nouvelle ère. L’organisation du travail n’a pas attendu d’être « scientifique » pour exister. La nouveauté est qu’elle est devenue justiciable d’une quantification intégrale puisque l’on peut, au dire de Taylor, appliquer la « méthode scientifique à l’étude de tous les phénomènes industriels ». Il s’agit de l’OST (Organisation scientifique du travail) : Elle conduit à une division extrême du travail, la parcellisation des tâches, en forçant les ouvriers et les employés à ne devenir que de simples exécutants dans d'immenses entreprises mécanisées. Il ne servirait à rient d’accumuler des machines si de multiples retards et dysfonctionnements continuaient d’interrompre le procès de production. Plus le capital fixe augmente, plus sa seconde industrialisation, bien au-delà de l’automobile, est de produire en continu. La chaîne répond à cette exigence, le montage s’y effectue en ligne, les machines étant disposées selon l’ordre des opérations. Plusieurs conditions doivent être réunies pour que la chaîne fonctionne en flux continu. Les pièces doivent être parfaitement usinées, ce qui supprime l’ajustage en cours de route mais nécessite le contrôle permanent des normes de fabrication. L’allure de la chaîne est déterminée par le temps de travail nécessaire à chaque poste. Il a donc fallu le mesurer puis l’imposer. Le chronométrage a été la première manifestation en France de Taylorisme (chez Renault en 1909 et 1913) : Il est maintenant intégré au dispositif général. L’implantation des chaines a commencé en 1919 et s’est généralisé dans les années 1920. L’Organisation scientifique du travail, la mécanisation et l’intégration ont été à l’évidence génératrice d’économies.

#### Du produit de luxe au produit de masse
La réussite de l’industrie automobile française se reflète dans l’élargissement remarquable de la production. L’apogée se place en 1929 avec une production 254 000 voitures. Citroën a pris la tête dès 1919. Cependant la plus belle progression appartient à Peugeot qui passe de 10 546 en 1923 à 41 189 en 1930. À mesure que les structures de la production se transforment et s’alourdissent, les entreprises de type artisanal s’effacent. Le réseau de vente des principales marques s’étoffe en France et à l’étranger. Peugeot donnera sa préférence au système des succursales tandis que Citroën misera plutôt sur des concessionnaires et que Renault combinera les deux formules.

#### Conditions de travail et niveaux de vie
Une même dénonciation court l’époque : l’usine est un bagne. D’abord par la durée du travail. Jusqu’à la loi du 23 avril 1919 instaurant la journée de huit heures, le travail des hommes adultes n’est pas réglementé, sauf dans les mines. Les journées sont encore à 12 heures, au début du siècle.
Selon la nature de la tâche, pénibilité, délicatesse et des installations feu continu par exemple, des comportements régionaux se dessinent, qui doivent beaucoup aux rapports des forces et à la structure de patronat. Les enfants forment un cas à part ; les femmes aussi, dans une moindre mesurer. En dépit des protestations du patronat textile, l’alignement se fait sur les horaires des plus jeunes. Avant la réduction généralisée à huit heures, la durée, cette fois hebdomadaire, du travail a subi un allègement appréciable avec l’établissement d’une journée de repos (13 juillet 1906).
Le progrès de la mécanisation se traduit globalement par une amélioration des conditions de travail. Il suffit de songer au remplacement du soufflage des bouteilles à la bouche par le soufflage automatique. Les ouvriers du textile avaient compris dans le dernier tiers du XIXème siècle que le travail était beaucoup moins fatigant sur métier mécanique que sur métier à la main. Un travail moins dangereux ou exigeant, une moindre dépense physique peut demeurer pénible. Beaucoup de tâches féminisées sont dans ce cas. Par ailleurs, la répétitivité induit la fatigue.

## La belle époque de l’industrie (1896-1930).
Après la Grande Dépression, La France entre dans une période de croissance soutenue dans le cadre de la deuxième révolution industrielle.
Les branches les plus modernes : constructions mécaniques, constructions électriques, donnent des résultats splendides, sans effet de contraste avec une baisse antérieure. Elles méritaient l’appellation « usines à profit ». La domination de l’industrie dans le produit intérieur brut est la conséquence de son dynamisme
La France s'est beaucoup agrandie pendant le Second Empire. Elle a acquis Nice et la Savoie, mais elle perd l'Alsace-Lorraine au traité de Francfort de 1871 et elle tombe dans le nationalisme. La population, qui s'urbanise progressivement, reste en majeure partie rurale (56 % en 1911). La démographie française reste en revanche peu dynamique.
La population française, toujours très hiérarchisée, prend conscience d'appartenir à une même nation et acquiert la fierté d'être une grande puissance. Les classes moyennes exercent un poids important dans les conditions de la vie politique nationale, marquée par la constitution de nouveaux partis libéraux, avec un large consensus républicain et patriotique.
Ce constat positif doit cependant être nuancé puisque l'on observe en France un retard économique indéniable dû à des problèmes d'ordre démographique (peu de naissances), structurel (une majorité de très petites entreprises, très peu de salariés et un artisanat très attaché à la tradition qui ralentissent la production), malgré de nombreux investissements à l'étranger et dans le domaine de l’agriculture.

## Années grises et années noires (1930-1944)
La crise mondiale s’est installée tardivement en France. Les branches et les entreprises les plus engagées dans l’exportation ont commencé à être touchées, au second semestre de 1930, par le recul des prix de gros et le tassement de la demande étrangère. Les mesures protectionnistes ou monétaires réduisent la compétitivité des industries françaises. Sur le marché intérieur, la demande est en baisse sensible. L’accumulation intensive de la période précédente bute sur une consommation encore rigide. Les investissements pèsent dans les trésoreries et n’ont pas suffisamment modifié les prix de revient pour relancer la demande. La production industrielle recule environ d’un quart entre 1929 et 1935. L’historiographie de la période a modifié l’image uniformément réactionnaire et agrarienne du régime de Vichy en éclairant certains aspects modernistes de la politique industrielle.

## Des années 1940 à nos jours

### Le redressement après laDeuxième Guerre Mondiale
La France a terminé la guerre dans le camp des vainqueurs. Elle a été confirmée dans son statut de grande puissance politique.  On remarque que la France de 1940 est libérée et victorieuse mais affaiblie. En effet, les pertes humaines sont lourdes et les destructions s’étendent sur tout le territoire. Il faudrait deux à trois ans du revenu national d’avant guerre pour remplacer ce qui a disparu. L’appareil productif est grippé et ce sont toutes les branches qui sont atteintes : les transports, le charbon mais aussi les constructeurs automobiles avec le manque de matières premières. Produire, moderniser et intervenir semble à présent une priorité. L’engagement du mouvement ouvrier dans la bataille de production est fort, l’industrie est à la base de l’indépendance et de la puissance du pays. L’idée de nationalisation a cheminé dans le mouvement ouvrier français depuis la fin du XIXe siècle. L’intérêt général et national ne pouvait qu’en bénéficier. Les nationalisations industrielles avaient une double fonction économique : accélérer la transformation des secteurs concernés et entraîner la croissance des autres branches. La modernisation bien avancée, la croissance de la fin des années 1940 a un prix : la paupérisation populaire. Au printemps 1947, le pouvoir d’achat ouvrier a reculé d’un tiers depuis 1938. La colère ouvrière éclate donc à l’égard des patrons et se manifeste à travers des grèves. Chaque vague de grèves a pris naissance dans la métallurgie ou dans les mines et a rallié un large spectre de professions : textile, chimie, fonction publique, services … Si les grèves échouent en 1947-1948 malgré le potentiel de mécontentement c’est bien parce qu’une partie de mouvement ouvrier refuse de se laisser entraîner dans une aventure politique. Ceux-là se reconnaissent dans la CFCT et dans Force ouvrière. Jusqu’en 1953, le front du travail sera plus calme. Le patronat est en position de force.

### L’ouverture au monde
Quelle place la France allait prendre dans la division internationale du travail ?
Jean Monnet disait : « La France est vouée au commerce international ».
Sur le plan industriel il paraissait nécessaire d’associer les forces en Europe à la fois pour éviter un dangereux tête à tête avec l’Allemagne et pour contrebalancer partiellement la puissance américaine. Le traité fondant la Communauté Européenne du charbon et de l’acier (CECA) est signé à Paris le 18 avril 1951 entre la France, l’Allemagne, l’Italie et les trois pays du Benelux. La part des produits industriels s’élève à environ un tiers pour les importations et deux tiers pour les exportations. La France intègre le Marché Commun car sans lui elle ne pèserait pas dans le concert mondial. Le traité de Rome, quant à lui, organisait la disparition de toute entrave à la circulation des marchandises, capitaux et des hommes à l’intérieur de la CEE. On constate alors que le commerce extérieur de la France a cru beaucoup plus vivement, depuis le début des années 1950, que le produit intérieur brut. La part du commerce extérieur dans le PIB est passée de 22,7 % en 1950 à 34,1 % en 1973. La France est de plus en plus intégrée aux échanges internationaux. Elle a rejoint la norme des pays développés et l’économie française s’est ancrée dans le commerce international. Les échanges intracommunautaires font plus de la moitié du commerce extérieur de la France. L’élargissement du Marché Commun à l’Irlande, Grande Bretagne et Danemark évidemment accentué la tendance. La vente hors des frontières est devenue l’obsession des firmes et souvent leur meilleur atout. Elles y font des bénéfices plus élevés qu’en France et en tirent des économies d’échelle que le marché intérieur ne dégagerait pas. Egalement, les investissements français à l’étranger ont cru très fortement dans les années 1960-1970. À la fin des années 1970, elle est au sixième rang mondial des investisseurs.

### Les années Glorieuses
En 1952, la reconstruction de l’industrie est pratiquement achevée. L’industrie française comme toute l’économie d’ailleurs fait preuve d’un dynamisme sans précédent. Le taux de croissance annuel de l’économie a été de 5,5 % entre 1952 et 1972, celui de l’industrie avoisine les 6 %. Les progrès de l’industrie toutes branches confondues lui donnent un poids croissant dans l’économie nationale. En termes de PIB, elle compte pour 41 % en 1973 soit une augmentation d’un tiers depuis les années 1950. La population active occupée par l’industrie s’est stabilisée depuis 1958 autour de 38 % du total. La chimie fait exemple d’industrie exemplaire des Trente Glorieuses.
Cependant, de 6 millions en 1946, la population active engagée dans l’agriculture est tombée à 2.2 millions en 1974. Au début de l’après guerre, les travaux agricoles retenaient un actif sur quatre, à l’issue des Trente Glorieuses, ils n’en occupent plus qu'un sur dix. L’agriculture s’industrialise, elle s’équipe vigoureusement : le tracteur est le symbole de la modernité. Les exploitants doivent entrer dans la course aux rendements.
Dans les années 1960, la France était une « société de consommation ». Consommation de masse et production de masse sont dépendantes l’une de l’autre. On ne peut espérer accroître la consommation des ménages sans une augmentation continue de leur pouvoir d’achat. Pouvoir d’achat en hausse et facilité d’obtention d’un crédit permettent à la France de se convertir à la civilisation automobile. Le taux d’équipement n’était pas négligeable au milieu des années 1950 puisque 22,5 % des ménages possédaient une automobile. Toutefois, la progression est forte. En effet, le taux d’équipement est de 61,5 % vingt-cinq ans plus tard.

### Métamorphose du monde ouvrier
La production de masse qui explique la croissance intensive des années Glorieuses n’a-t-elle pas créé en même temps qu’un nouveau consommateur un nouvel ouvrier ?
En 1970, le travail posté concerne 17,8 % des établissements appartenant aux industries de transformation groupant 22,5 % du total de la main d’œuvre. Le travail posté est une machine à déqualifier. Il décomplexe les travaux complexes en unités simples. Il facilite aussi l’exécution des tâches puisqu'une partie de la dépense physique n’incombe plus aux ouvriers. Néanmoins, la fatigue est tout de même présente à travers les bruits, les vibrations, les postures, on parle également de lassitude d’un travail imposé et machinal.
Également, dans les années 1970, un ouvrier sur cinq est une ouvrière. L’augmentation de la part féminine dans le monde ouvrier s’est faite pour l’essentiel après 1968. De plus, un ouvrier sur dix travaillant en France est un étranger. Les travaux de force des industries peu mécanisées leur sont largement ouverts puisque les français s’en détournent. En 1974, les tiers des ouvriers spécialisés (OS) de l’automobile sont des étrangers.
En 1966, 53 % des ouvriers travaillent au moins quarante-huit heures par semaine. Si le pouvoir d’achat ouvrier augmente de 4,5 % par an de 1960 à 1973, les plus bas progressent moins vite. Les salaires des femmes sont inférieurs d’un tiers à ceux des hommes.
Mai 68 compte 5 millions de grévistes dans l’industrie. L’insatisfaction s’accumule dans le monde ouvrier. La modernisation des structures au cours des années 1960 a des conséquences graves sur l’emploi. Les restructurations entraînent des réductions de la durée de travail donc des salaires. La mobilité géographique et professionnelle de l’emploi, la disparition rapide de certains métiers et qualification nourrissent le chômage : il se chiffre à 350 000 en 1967 contre 200 000 en 1962. Enfin, les disparités de rémunération pour un même travail entre Paris et la Province sont de plus en plus mal supportées. Ces grèves sont fréquemment l’occasion de heurts entre les salariés et la police. Les étudiants pourtant loin des préoccupations ouvrières se joignent aux ouvriers et le mouvement de grèves se généralise. Toutefois, les grèves de mai 68 ont conduit à l’augmentation du SMIG, des autres salaires, du pouvoir d’achat mais aussi à la reconnaissance de la section syndicale d’entreprise, l’enrichissement des tâches, les horaires variables et l’autonomie des équipes.

### La déchirure
La crise qui s’ouvre en 1973-1974 affecte la France et particulièrement son industrie. Jusque-là, la production industrielle a continué de croître sur une pente de près de 4 % et le taux d’investissement rapporté à la valeur ajoutée s’est maintenu au niveau de 17 %. Mais, le tournant est brutal : en un an, la production industrielle recule de 12 %. L’investissement est fortement déprime et un million d’emplois industriels ont disparu en 10 ans.
La remontée de l’industrie française a été soutenue par la demande extérieure. Un nouveau paysage se dessine, en effet dans les années 1980, 96 % des entreprises sont des PME dont la main d’œuvre totale équivaut à celle des grandes entreprises. Ces dernières assurent plus de 60 % du chiffre d’affaires de l’ensemble et plus des trois quarts de l’investissement.
Dans les années 1970, le taylorisme rencontrait de plus en plus de résistance ; il était générateur de démotivation, d’absentéisme et d’accidents. Un nouvel horizon est désigné « les cinq zéro".
La dépression n’a pas ralenti le commerce mondial, bien au contraire, la France s’est davantage ouverte. Les exportations et importations ont cru parlement. En 1992, les premières ont représenté 35,7 % de la production nationale et le taux de pénétration du marché intérieur a été de 36,7 %. Les entreprises françaises à l’image de leurs concurrentes des grands pays industrialisés pratiquent la délocalisation d’une partie de leurs activités. La France est en 1993 la cinquième puissance industrielle.

## Les différentes révolutions industrielles
L’industrie désigne les activités de production liée à la transformation de la matière au moyen de machines et de processus plus ou moins complexes. Il vise en particulier le travail de standardisation, dont l’objectif est de produire des biens en grande série et de réaliser ainsi des économies d’échelle.
Les révolutions industrielles désignent de grands cycles d’innovation qui ont profondément transformé, non seulement la production industrielle et son organisation, mais aussi la dynamique économique dans son ensemble. On en recense en général 3 :
- La première débute dans la 2de moitié du XVIIe siècle
- La 2e apparaît à la fin du XIXe siècle
- La 3e commence dans les années 1990

Ces phénomènes trouvent leur origine dans des progrès technologiques majeurs qui interviennent dans de très nombreux secteurs comme la machine à vapeur pour la première, l’électricité pour la 2e et les technologies de l’information et de la communication pour la 3e.
Ces cycles s’accompagnent à chaque fois d’une transformation  des modes de production et de l’organisation du travail : le factory system de la fin du XVIIe siècle rassembla autour des machines, des salariés autrefois dispersés dans différents corps de métier ; le 2e se caractérise par l’apparition du travail à la chaîne sous l’influence du taylorisme ; le dernier voit se développer, dans le sillage du « toyotisme », des méthodes d’organisation privilégiant le contrôle qualité, la polyvalence et le juste-à-temps.
Chacune de ces révolutions s’accompagnent d’un processus de « destruction créatrice » (Schumpeter) : les innovations et les performances des nouveaux secteurs font vieillir rapidement le capital existant, en même temps qu’elles ouvrent de nouvelles perspectives de création de richesses qui profitent à l’ensemble de l’économie.
Dernière caractéristique : ces révolutions s’accompagnent en général d’avancées dans la production d’énergie (exploitation du charbon dans la 1er révolution industrielle, découverte de l’électricité lors de la 2e). Seule la 3e révolution industrielle semble se dérouler sans innovation énergétique notable, ce qui pourrait e limiter le développement, les ressources fossiles, notamment en Europe, étant en voie d’épuisement et leurs prix augmentant rapidement. Mais c’est peut être sans compter avec les investissements réalisés aujourd’hui dans le domaine des énergies renouvelables, dont les technologies sont en évolutions rapides.